# José Isabel Robles
General José Isabel Robles Viramontes fue un militar mexicano que participó en la Revolución mexicana.

## Jefe Independiente
Nació en Jalpa, Zacatecas, el 26 de diciembre de 1891 y murió el 2 de abril de 1917 en Oaxaca. Ingresó a las filas constitucionalistas y operó en la región limítrofe entre la Comarca Lagunera, Durango y Zacatecas. Como jefe independiente participó en el frustrado ataque a Torreón a mediados de 1913.

## División del Norte
Luego se integró a la División del Norte villista y participó en la batalla de Chihuahua, en noviembre de 1913. En marzo de dicho año fue comisionado a Durango: en tanto que las fuerzas villistas atacaban a Torreón, él debía cortar la comunicación ferroviaria al enemigo e incorporarse más tarde en el ataque de la plaza. En dichos combates fue herido, pero se recuperó pronto e intervino en las acciones de San Pedro de las Colonias y Paredón. Más tarde ocupó la ciudad de Saltillo, con lo que coronó su actuación militar, consolidándose como uno de los principales jefes villistas. A principios de junio de 1914, Venustiano Carranza le ordenó marchar con sus tropas sobre Zacatecas, como refuerzo de Pánfilo Natera García y Domingo Arrieta León. Junto con Francisco Villa y los demás jefes de la División del Norte decidió no acatar las órdenes del Primer Jefe. Resolvieron en cambio que la División entera atacara Zacatecas, decisión que resultó sabia militarmente, y renovadora, políticamente.

## Convención de Aguascalientes
Asistió a la Convención de Aguascalientes como representante de la División del Norte; firmó por el desconocimiento de Venustiano Carranza como Primer Jefe y luchó por la convención cuando sobrevino la lucha de facciones. En efecto, fue ministro de Guerra y Marina durante la presidencia de Eulalio Gutiérrez Ortiz; en enero de 1915 protegió su huida de la Ciudad de México, con el cual rompió con el villismo. Se le señalo de ser el autor intelectual en el asesinato del periodista Paulino Martínez. Meses después, reconoció a Venustiano Carranza, quién lo comisionó a Oaxaca para combatir a los ejércitos soberanistas, sus adversarios señalaron que intentó pactar con Félix Díaz. Sin embargo, en 1916, desconoció nuevamente a Carranza. Fue capturado poco después de su rebelión, encontrándose enajenado de sus facultades mentales. Murió fusilado en el Campo Marte de la Ciudad de Oaxaca, el 2 de abril de 1917.